# Aphanopus

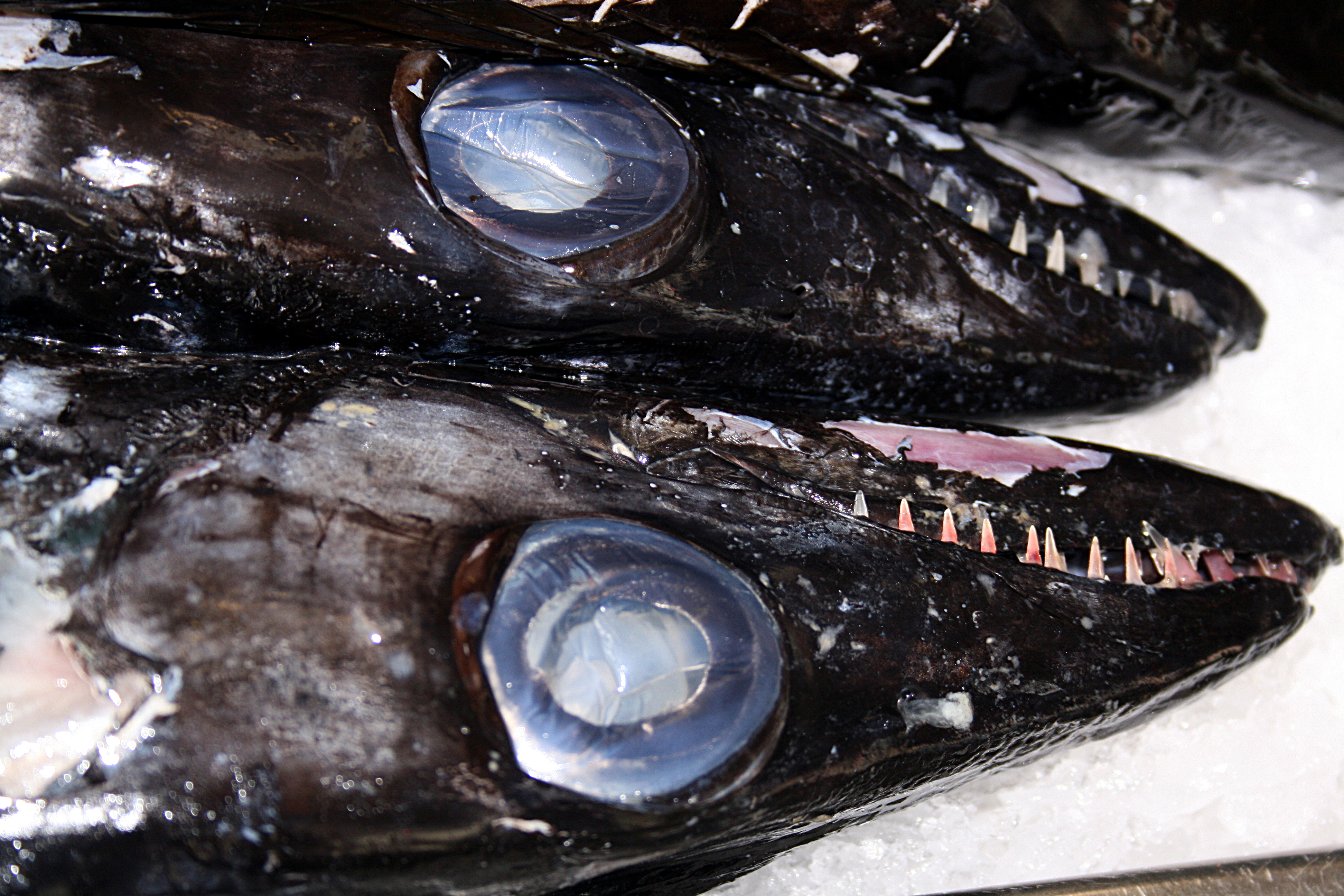
Aphanopus carbo

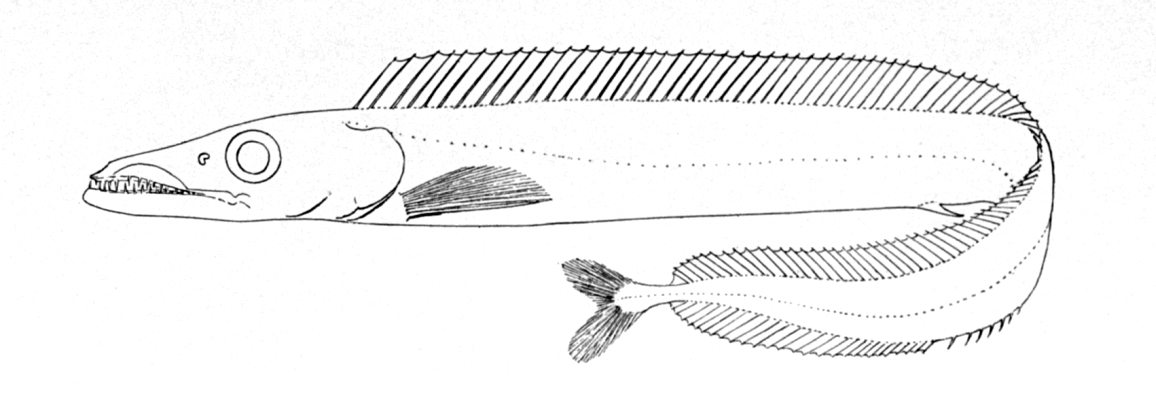
Aphanopus carbo

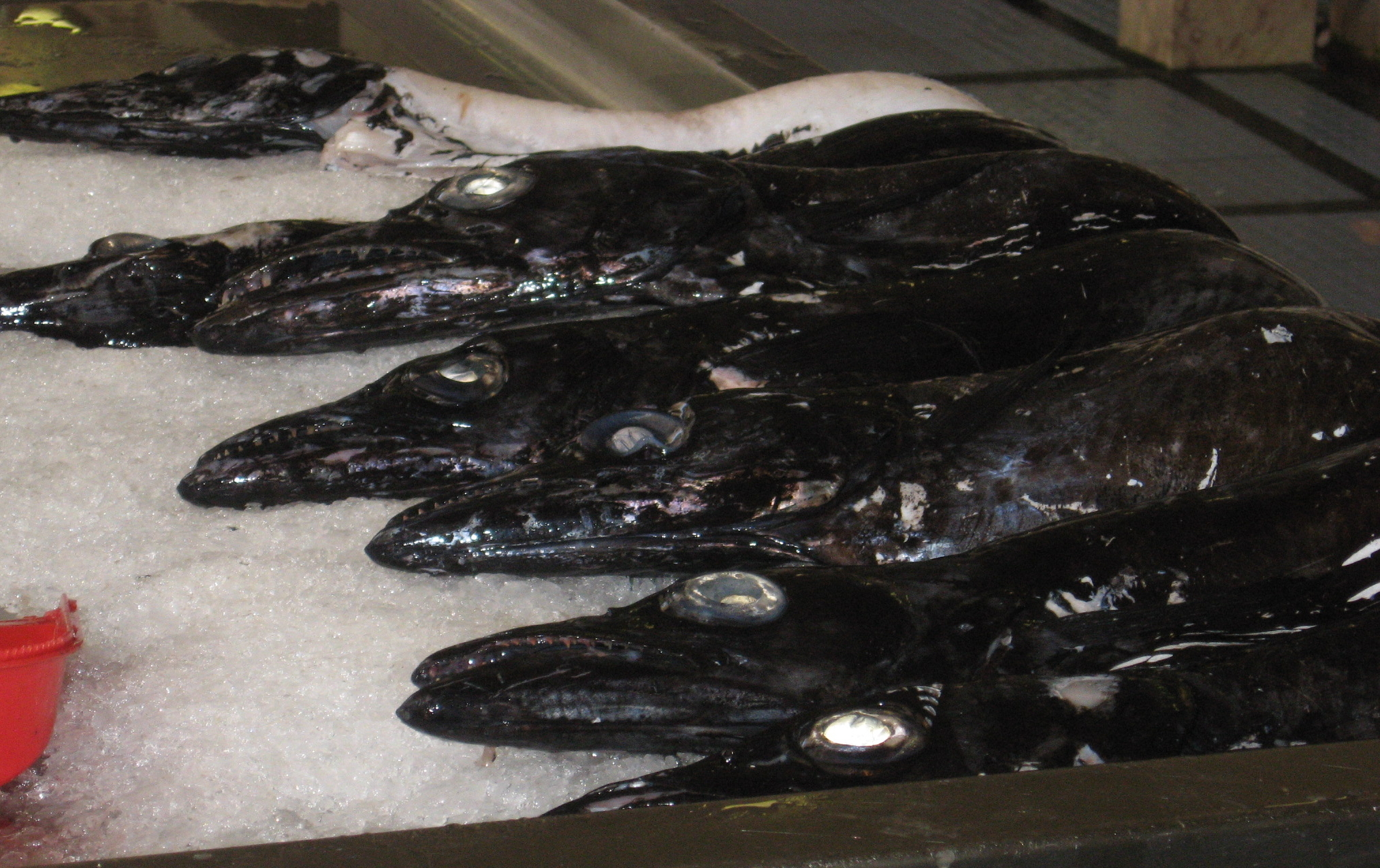
Exemplars dAphanopus carbo a la venda en un mercat de Funchal (Madeira)

Aphanopus és un gènere de peixos pertanyent a la família dels triquiúrids.

## Descripció
- Segons l'espècie en qüestió, poden fer fins a 110 cm de llargària total.
- Cos de color negre rogenc i amb un matís tornassolat.
- El perfil del cap s'aixeca suaument des de la punta del musell fins a l'origen de l'aleta dorsal.
- Clatell sense cresta sagital.
- Absència d'aletes pèlviques en els adults.
- Aleta caudal bifurcada.[2]

## Alimentació
Es nodreixen de cefalòpodes, peixos i crustacis.

## Hàbitat
Són peixos oceànics i bentopelàgics (tot i que els joves són mesopelàgics) que viuen sobre el talús continental o elevacions submarines i entre 200 i 1.600 m de fondària. Fan migracions durant la nit.

## Distribució geogràfica
Es troben a l'Atlàntic oriental (des de l'estret de Dinamarca, Islàndia i Noruega fins a Madeira i l'oest de l'Àfrica del Nord), l'Atlàntic occidental, l'Índic i el Pacífic.

## Ús comercial
Són capturats comercialment a Madeira i, en menor mesura, al Portugal continental.

## Taxonomia
- Aphanopus arigato (Parin, 1994)[3]
- Aphanopus beckeri (Parin, 1994)[3]
- Aphanopus capricornis (Parin, 1994)[3]
- Aphanopus carbo (Lowe, 1839)[4][5]
- Aphanopus intermedius (Parin, 1983)[6]
- Aphanopus microphthalmus (Norman, 1939)[7]
- Aphanopus mikhailini (Parin, 1983)[6][8][9][10][11][12][13]